# Elisabeth Rodzyn
Elisabeth Rodzyn war eine deutsche Schönheitskönigin sowie Fotomodell Ende der 1920er Jahre.
1929 wurde sie im Berliner Ballhaus Kroll zur Miss Germany gekrönt. Im gleichen Jahr nahm sie in Paris an der Wahl zur Miss Europe teil. 